# Love Street (stade)
St Mirren Park, plus connu sous le nom de Love Street, était un stade de football situé sur Love Street à Paisley, en Écosse . À une certaine époque, le stade pouvait accueillir près de 50 000 spectateurs, mais dans ses dernières années, il avait une capacité de 10 800 places assises. Jusqu'à sa fermeture en 2009, c'était le stade du St Mirren FC .
Le terrain de football de Love Street a été enregistré comme Fullerton Park pour la première saison de St Mirren, car il était à l'origine loué à un M. Fullerton. La fréquentation record du terrain était de 47 438 spectateurs pour un match contre le Celtic en 1949. St Mirren a achevé la construction de son nouveau St Mirren Park en décembre 2008. Le club a disputé son dernier match à Love Street, contre Motherwell, le 3 janvier 2009.

## Les premières années à Love Street
Lorsque St Mirren a commencé à jouer sur le terrain de Love Street au milieu des années 1890, les clubs de football en étaient encore à leurs balbutiements et passaient d'un terrain à l'autre en louant des propriétaires terriens locaux. La meilleure offre disponible était généralement un bail de dix ans et au moment où St Mirren est arrivé à Love Street, le club n'avait que 17 ans et jouait sur son cinquième terrain loué. Ils avaient auparavant joué sur quatre sites au nord de Paisley ; Shortroods Estate (1877 à 1878), Abingdon Park (1878 à 1879), Thistle Park, Greenhill Road (1879 à 1882) et Westmarch Estate, Greenhill Road (1882 à 1894). Les clubs de Paisley, Abercorn qui jouait à Underwood Park, et St Mirren ont rejoint la Ligue écossaise de football quand elle a commencé en 1890.
Après douze ans à jouer à Westmarch Estate, St Mirren a déménagé en 1894 en réponse à une augmentation de loyer de 100% par le propriétaire qui semblait avoir perdu tout intérêt à accueillir le football sur son terrain. Le club a trouvé une ancienne briqueterie au pied de Love Street qui pouvait être louée pour une première dizaine d'années à des conditions raisonnables. Le terrain de Westmarch Estate avait été aménagé avec deux emplacements, une tribune et un pavillon; le site de Love Street était sensiblement plus petit, à peine assez large pour aménager un terrain de football avec un peu de terrain libre derrière les buts ; il était mal drainé et sans herbe. Cependant, cela donnerait à St Mirren l'avantage significatif d'être plus proche du centre-ville de Paisley que n'importe lequel des autres clubs de football de la ville. De plus, le site était déjà bien connu des citadins comme lieu de divertissement, car c'était là que les cirques itinérants installaient leur chapiteau .
Le site original de Love Street abritait le pavillon du club reconstruit derrière l'objectif final de Love Street et une nouvelle tribune, serrée sur toute la longueur du terrain avec cinq rangées de sièges et une capacité totale de 1000 spectateurs. St Mirren a joué son premier match à domicile à Love Street, par une défaite 3-0 contre le Celtic, le 8 septembre 1894.
Peu de temps après l'expiration du bail initial de dix ans, le club a été presque obligé de quitter Love Street, tout comme il l'avait déjà été de Westmarch Estate. Le club approchant M. Fullerton avec une offre d'achat du site, le propriétaire foncier a tenté de profiter de la situation en fixant un prix élevé, ainsi qu'un ultimatum pour acheter ou faire face à une forte augmentation du loyer. Le club a cherché à la hâte des alternatives et a entamé des négociations avec les propriétaires du domaine Shortroods Estate où St Mirren avait joué pour sa première saison. Cependant, avec la perspective de perdre complètement, M. Fullerton a reculé, réduisant son prix demandé à 3900 £ et donc le club a acheté et est resté à Love Street.
Au cours des quinze prochaines années, le but du club était d'agrandir le site en achetant le terrain qui le bordait sur les deux côtés - vers la ville et d'arrondir sur Greenock Road. Cependant, ce n'est qu'en 1920 que St Mirren possédait à peu près le site qu'il occupait jusqu'à sa fermeture.

## Développement de Love Street
Le club avait des plans en 1921 pour un terrain avec une capacité de 60000 places avec un grand balayage ovale de remblais de terre sur trois côtés, avec le quatrième côté occupé par une tribune de 4 500 places installée au-dessus d'un enclos en terrasse de 3 000 places, avec une piste de course de 440 yard autour du terrain. Cependant, avant le début de la construction, la Grande Dépression au Royaume-Uni a resserré son emprise et les coûts ont plus que doublé en l'espace de six mois.
La partie du projet qui a le plus souffert était la tribune, le prix final du stade étant passé d'une estimation de 17500 £, pour les plans complets, à environ 30000 £ pour la version réduite qui a été achevée six mois plus tard. La tribune a été réduite de près des deux tiers avec le cadre en acier revêtu de tôle ondulée pour réduire davantage les coûts. L'intention des directeurs de St Mirren était de finir par achever les plans originaux d'une tribune pleine longueur sur Love Street par étapes si les fonds le permettaient, mais cela ne s'est pas matérialisé.
Après 1921, aucun changement majeur n'a été apporté au terrain jusqu'à la fin des années 1950, lorsque la rive nord a été couverte et des projecteurs installés. Vingt ans plus tard, de nouveaux pylônes de projecteurs ont été installés et des plans sont apparus pour réaménager le stade. Il a également été question d'incorporer un parking à l'aéroport, un hôtel ou un espace de bureau commercial.
En vertu de la loi sur la sécurité des terrains de sport de 1977, le gouvernement local à exiger des modifications du stade de Love Street. Une suggestion de relocalisation dans le stade national de 200 millions de livres sterling proposé par le conseil de district de Renfrew a été proposée.
La Scottish Football Association (SFA) préférant réaménager Hampden Park, St Mirren est resté à Love Street et des sièges ont été installés sur la terrasse de la rive nord en 1991. Quatre ans plus tard, après que le propriétaire d'une grande entreprise de construction ait rejoint le conseil d'administration du club, le stand Caledonia de 3 015 places a été construit dans le cadre d'un accord qui a vu une partie des terrains du club vendus pour le développement comme logement. Il était également prévu de faire construire un stand similaire à Love Street End, mais il y a eu la quasi-fermeture de St Mirren en 1998.
St Mirren a remporté le Championnat d'Écosse de football D2 en 2000 et a été promu en Premier League écossaise (SPL). Afin de se conformer aux règlements de la SPL lors de leur première saison dans l'élite, le club a dû poursuivre les travaux sur le stade, en installant des sièges sur la terrasse de Love Street.

## Les stands
Au moment de la fermeture du stade, la tribune principale de 1921 est restée située du côté sud du terrain. Le stand le plus grand était le West Stand (Caledonia Street), qui abritait les fans. Le stand de North Bank était l'endroit où les ultras les plus virulents étaient généralement assis. Le stand le plus récemment construit, l'East Stand, ou Reid Kerr College Stand, se trouvait du côté Love Street et abritait un public plutôt familial.

## Projecteurs
Dans les années 1950, le club avait un problème unique lorsqu'il s'agissait d'installer des projecteurs à Love Street. Le stade se trouvait sur la trajectoire d'approche directe des aéronefs vers l'aéroport local qui, à ce moment-là, n'était qu'à trois milles à l'est, à Renfrew. Cela signifiait qu'en plus d'impliquer le conseil municipal de Paisley, les plans du club devaient également satisfaire trois départements gouvernementaux - le ministère de l'Aviation civile, le ministère de l'Air et l'Amirauté .
Au départ, il y avait des lumières sur le toit installées tout le long de la couverture de la rive nord nouvellement construite et de la tribune d'en face.
Des pylônes avaient à l'origine été utilisés à chaque extrémité de la terrasse couverte du stade Ibrox et sont arrivés à Love Street dans le cadre des négociations de transfert qui ont amené le défenseur central Willie Telfer aux Rangers.
Néanmoins, des pilotes se sont plaints que le pylône à droite de la tribune perturbait leur approche et qu'un ordre de black-out a été imposé alors que les cartes aéronautiques avaient ce nouveau repère ajouté. Il a ensuite fallu huit mois supplémentaires au ministère de l'Air pour effectuer des tests et finalement passer le système apte à l'utilisation. Le premier match sous les projecteurs eut lieu le 13 février 1959 contre les Peebles Rovers en Coupe d'Écosse, un match que St Mirren remporta 10–0.
En 1966, l'aéroport a été déplacé à moins d'un mile au nord de St Mirren Park et de son site actuel à Abbotsinch, devenant plus tard connu comme l'aéroport international de Glasgow. Presque immédiatement, les médias ont demandé au club d'installer des projecteurs «appropriés», car le système n'était pas très apprécié. Les finances du club à l'époque étaient extrêmement serrées, avec seulement deux employés à temps plein, et il n'y avait donc aucune possibilité que de l'argent puisse être dépensé pour améliorer l'éclairage.
Il a fallu attendre 1978, avec un nouvel ensemble de directeurs à la barre et un fonds de développement mis en mouvement pour ériger des pylônes de 90 pieds de haut.

## Chauffage au sol
L'un des critères d'admission à la SPL, à la suite de la promotion de la saison 2005-2006, était que le terrain soit équipé d'un chauffage au sol . Comme le club prévoyait déjà de déménager sur un nouveau site, il était confronté à l'installation d'un système de chauffage coûteux qui ne pourrait être utilisé que pendant une saison, une charge financière qu'il aurait du mal à supporter. Les administrateurs ont envisagé de demander une période de grâce à la SPL, mais ont finalement décidé de procéder à l'installation du système.

## Déménager dans un nouveau stade
Le 16 août 2005, l'Exécutif écossais et le Renfrewshire Council ont autorisé le club à vendre Love Street pour le développement d'un supermarché et à permettre au club de construire un nouveau stade à Greenhill Road, Ferguslie Park, Paisley. La vente de leur ancien terrain a financé le nouveau stade et apuré les dettes financières du club. En avril 2007, il a été annoncé qu'un accord avait été conclu avec Tesco . Dans le cadre de cet accord, Tesco paierait la construction du nouveau St Mirren Park, un stade de 8 000 places. Les travaux sur le nouveau terrain ont débuté le 9 janvier 2008.
Le dernier match à être joué à Love Street, un match nul et vierge entre St Mirren et Motherwell, a eu lieu devant une foule à guichets fermés le 3 janvier 2009. Le club a officiellement emménagé dans le nouveau parc de St Mirren le mercredi 21 janvier 2009. Les autorités locales ont par la suite refusé l'autorisation de construire du supermarché sur le site de Love Street. À partir de février 2012, il est prévu qu'il soit utilisé pour des logements.

## Records de fréquentation
St Mirren a disputé cinq demi-finales de la Coupe d'Écosse à domicile sur le Love Street Grounds. Les foules atteignaient régulièrement 10 000 spectateurs et culminaient même à 16 000 pour la demi-finale de 1906 avec Third Lanark . Après le réaménagement du terrain, une visite des Rangers lors de la Coupe écossaise 1923–24 a permis pour la première fois de passer le record de fréquentation au-dessus de 40 000 spectateurs et douze mois plus tard, le Celtic est venu à Love Street et le record de fréquentation est passé alors à 47 428 spectateurs.
Pendant le boom de la fréquentation après la Seconde Guerre mondiale, le record fut de nouveau battu le 20 août 1949 avec une nouvelle visite du Celtic, cette fois lors d'un match de la Coupe de la Ligue écossaise devant une foule de 47 438 personnes.
La capacité du stade a chuté et la plus haute fréquentation a été une autre visite du Celtic dans la rediffusion du quatrième tour de la Coupe d'Écosse 1979-1980 lorsque 27166 spectateurs se sont faufilés à l'intérieur, laissant d'énormes files d'attente sur Love Street.
Au moment de la fermeture, la capacité totale était de 10 800 places assises. La participation la plus élevée était de 10 261 spectateurs pour un match en SPL contre Dunfermline Athletic .

## Autres sports à Love Street
St Mirren a accueilli un match de football féminin à Love Street en 1895. Le terrain a été un lieu régulier pour les internationaux d'écoliers, les demi-finales de la Scottish Junior Cup et les internationaux écossais des moins de 21 ans . En 1904, la Ligue écossaise de football a joué un match contre la Ligue irlandaise de football devant 10 000 fans.
En 1923, 25 000 fans ont regardé l'Écosse affronter le Pays de Galles dans le championnat britannique. Les rivaux locaux Morton ont joué leurs matchs à domicile à Love Street pendant une partie de 1949. L'accord était que St Mirren conservait les recettes du stand et de l'enceinte. Morton a également joué un match de Coupe écossaise contre les Rangers à Love Street en 2000. En 1970, il a été utilisé pour un match du Championnat d'Europe de football des moins de 19 ans de l'UEFA organisé par l'Écosse.
St Mirren était un club de football et d'athlétisme jusqu'en 1905 et les sports annuels tels que la course à pied et le cyclisme auraient été une caractéristique des mois d'été. On sait qu'il y a eu un match de rugby interrégional écossais qui s'y est joué en 1897 et qu'au moins une course canine a été organisée autour de la piste dans les premières années du 20e siècle.
St Mirren a essayé d'introduire les courses de lévriers sur une base régulière au début des années 1930 , et a dépensé de l'argent pour améliorer la piste. La première réunion a eu lieu le 14 octobre 1932 et la piste était indépendante (sans licence). Cependant, trois semaines seulement après la première course, la SFA a déclaré l'interdiction des courses de lévriers sur les terrains de football et le club a perdu de l'argent dans cette aventure. Lorsque l'interdiction a été levée et que St Mirren a été approché pour reprendre la course, le club a refusé.
En 1938, un match de boxe pour le titre mondial de poids mouche devait avoir lieu au stade, impliquant le tout premier boxeur du monde d'Ecosse, Benny Lynch . Encore une fois, l'argent a été dépensé avec un retour sur investissement attendu d'une foule de 30 000 personnes. L'événement a tourné au vinaigre lorsque Lynch a été dépouillé de son titre dans les jours précédant le combat pour avoir échoué de loin dans le poids. Cela s'est déroulé comme un combat sans titre, mais les fans de Lynch se sont sentis très déçus et le taux de participation a été faible.
L' équipe de speedway Paisley Lions a couru dans la British National Speedway League à Love Street pendant deux saisons en 1975 et 1976. La première réunion s'est tenue le 5 avril 1975 devant une foule de plus de 6 000 personnes. Cependant, malgré le nombre de participants aux réunions, le club s'est replié après deux saisons. Leur dernière rencontre a eu lieu le 25 septembre 1976 lorsque les Lions ont battu Boston Barracudas 52-25.